# Butoh

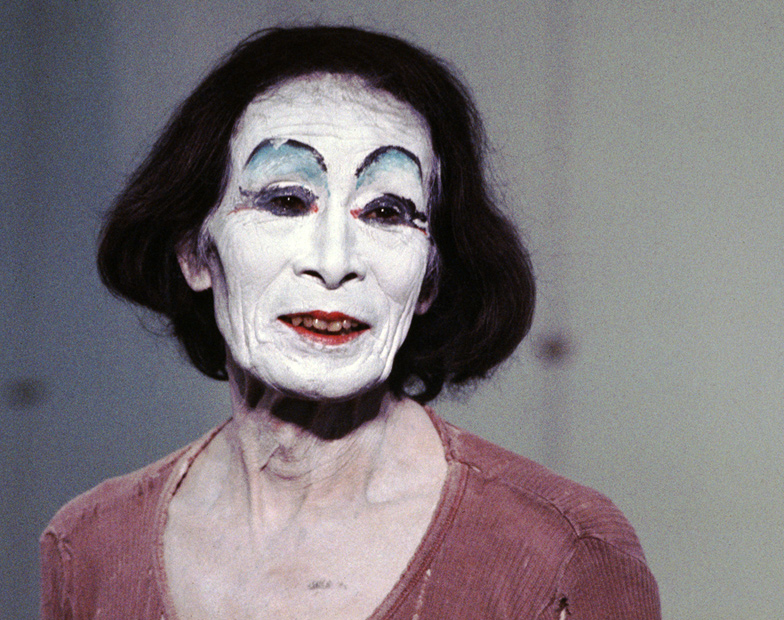
Kazuo Ohno, einer der Begründer des Butoh (1986)

Butoh (japanisch 舞踏, butō), eigentlich: Ankoku Butō (暗黒舞踏, dt. „Tanz der Finsternis“), ist ein Tanztheater ohne feste Form, das nach dem Zweiten Weltkrieg in Japan entstand. Es wurde von Tatsumi Hijikata und Kazuo Ōno ins Leben gerufen.

## Überblick
Die erste Aufführung war Hijikatas Kinjiki im Jahre 1959. Das Stück entstand nach dem gleichnamigen Roman (englisch: Forbidden Colors) von Yukio Mishima und beschäftigte sich mit Homosexualität. Nach der Uraufführung mussten Hijakata und sein Ensemble das Festival verlassen, vermutlich weil die Zuschauer dachten, dass ein Huhn auf der Bühne umgebracht worden sei oder weil das Thema einen zu großen Tabubruch darstellte.
Die Wurzeln des Butoh reichen bis in die 1920er Jahre zum modernen deutschen Ausdruckstanz zurück. Ähnlich wie die deutschen Tänzer Valeska Gert, Harald Kreutzberg oder Mary Wigman in der Vorkriegszeit, vollzieht der Butoh-Tänzer den Bruch mit den rationalen Prinzipien der Moderne. Er versucht stattdessen, einen anderen Begriff, ein anderes Erleben zum Ausdruck zu bringen, und erklärt Butoh somit zu einem zeitgenössischen Theater des Widerstandes gegen die moderne Gesellschaft, das in den Spuren des alten Japans liest und gleichzeitig weltumspannend und kulturübergreifend zu uns spricht.
Es ist auch ein Widerstand „...gegen den bloßen Import der westlichen Moderne in Tanz und Theater“, mit dem Ziel, „...eine neue, zeitgenössische und selbstreflexive japanische Kunst schaffen zu wollen“. Was entstand, lässt sich poetisch umschreiben als „die Entdeckung des dunklen Körpers“.
Der fremde, verfremdete, entfremdete Körper war und ist weiß geschminkt, (fast) nackt, dazu zeigt der Tänzer Verrenkungen und Bewegungen, wie man sie in einem Ballett wie bei Schwanensee von Pjotr Iljitsch Tschaikowski nie finden würde. Eine solche Darbietung wird zum Spiegel der Zeit, sie wendet sich gegen eine „...grauenerregende artifizielle Harmlosigkeit und Biederkeit“ und bedient sich radikal des Absurden und der Groteske, was Erschrecken und Abwehr beim Zuschauer hervorrufen kann und soll.
Eine Zusammenfassung über die Absichten dieses Tanzes bietet ein Programmheft des Tanz- und Theaterzentrums kampnagel, Hamburg: „Butô entstand Ende der 60er Jahre auf dem Höhepunkt der antiamerikanischen Protestwelle in Japan. Ein ‚Tanz der Revolte‘ gegen die Amerikanisierung der japanischen Kultur durch Musicals und Music Halls. Gleichzeitig lehnt er sich auch gegen die starre technische Kodifizierung im klassischen japanischen Tanz auf und sucht neue Traditionen im deutschen Ausdruckstanz, bei Schamanenpraktiken und modernen Tanztechniken. Butô schafft aus der Verbindung von Nō, Kabuki und westlichem Tanztheater eine eigene, ketzerische Verarbeitung japanischer Traditionen.“
Parallelen zur Situation im Nachkriegsdeutschland lassen sich auch bei anderen Künstlern finden, etwa bei Joseph Beuys.
Eine weitere, auch international bekannte Künstlerin ist Anzu Furukawa, die 2001 verstarb.

## Butoh in Europa

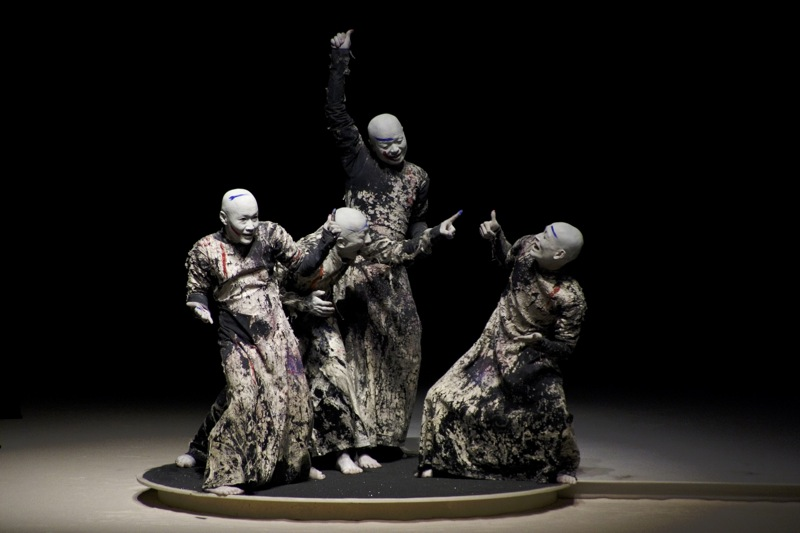
Das japanische Ensemble Sankai Juku auf dem Festival von Cervantino (2006)

Yvonne Pouget, Butoh-Tänzerin aus München, in ihrem Stück Corporalità (2004)

Butoh wurde in Europa erstmals durch Sankai Juku einem größeren Publikum bekannt. Die 1975 von dem Choreographen Ushio Amagatsu in Tokio gegründete Compagnie wurde 1980 auf das Internationale Tanzfestival von Nancy nach Frankreich eingeladen. Dieser Auftritt war ein solch sensationeller Erfolg, dass Sankai Juku noch im selben Jahr auch auf dem Festival von Avignon auftraten. Für die folgenden vier Jahre blieb die Compagnie in Europa und trat auf vielen internationalen Tanz- und Theaterfestivals auf.
Zur europäischen Szene gehört auch die Compagnie Ariadone von der Choreographin Carlotta Ikeda (1941–2014), mit Sitz in Bordeaux.
Butoh wird seit den 1980er Jahren auch in den Vereinigten Staaten und Deutschland aufgeführt.
Einige Eckdaten und Protagonisten aus Deutschland:
- 1986 wird im Rahmen des Berliner Theatertreffens und in Zusammenarbeit mit der Berliner Festspiele GmbH im Künstlerhaus Bethanien eine umfangreiche Butoh-Gastspielreihe gezeigt.
- In Deutschland gründen Minako Seki, Yumiko Yoshioka und Delta 'Rai 1987 das erste japanisch-deutsche Butoh-Tanztheater: tatoeba Danse Grotesque.
  - Später entwickelt sich daraus zum einen das Ten Pen Chii art labor – mit damaligem Sitz auf Schloss Bröllin, Mecklenburg-Vorpommern; Joachim Manger erstellt das Bühnenbild, Zam Johnson komponiert die Musik und spielt bei den Aufführungen live –, zum anderen in Berlin die Minako Seki Company.
- Butoh wird auch auf der Präsentation des zeitgenössischen Tanzes registriert: Tadashi Endo und Stefan Maria Marb werden  1990 zu BRDance eingeladen, dem Vorläufer der Tanzplattform Deutschland, einer Präsentationsmöglichkeit für viele Choreographen.
- Tadashi Endo begründet in Göttingen das bis heute existierende Butoh-Zentrum MAMU und das gleichnamige Festival.[7]
- Verschiedene Tänzer und Choreographen lassen sich vorrangig der Butoh-Szene zuordnen, z. B. Sabine Seume aus Düsseldorf oder Yvonne Pouget und Stefan Maria Marb aus München.
- Im deutschen Spielfilm Kirschblüten – Hanami spielt der Butoh-Tanz eine wichtige Rolle.